# Hold You (singel Hanny Ferm i Liamoo)
Last Breath – singel Hanny Ferm i Liamoo, wydany 23 lutego 2019 nakładem Universal Music. 
Utwór napisali oraz skomponowali Anton Hård af Segerstad, Jimmy Jansson, Fredrik Sonefors oraz sami wokaliści.
Singel dotarł do 2. miejsca na oficjalnej szwedzkiej liście sprzedaży.

## Lista utworów
- Digital download[1]

1. „Hold You” – 3:06
2. „Hold You” (Instrumental) – 3:05

## Notowania
| Kraj    | Notowanie (2019)  | Najwyższa pozycja |
| ------- | ----------------- | ----------------- |
| Szwecja | Sverigetopplistan | 2                 |